# Rahnsberg
Der Rahnsberg ist eine 560,8 m ü. NHN hohe Mittelgebirgserhebung im hessischen Landkreis Marburg-Biedenkopf und gehört zu den sehr waldreichen südöstlichen Ausläufern des Rothaargebirges. Er gilt als Hausberg des Ortes Dexbach.
Naturräumlich steht der Rahnsberg an der Nahtstelle des nach seiner höchsten (674 m) Erhebung benannten Naturraumes Sackpfeife und dessen Vorhöhen, die zum östlichen Vorland des Rothaargebirges gezählt werden.
In vergangenen Jahrhunderten war der Rahnsberg ein großes Abbaugebiet für Kupfererz.